# Dick's Picks Volume 1
Dick's Picks Volume 1 je koncertní album skupiny Grateful Dead. Jedná se o první část šestatřicetidílné série Dick's Picks. Album bylo nahráno 19. prosince 1973 v Curtis Hixon Hall v Tampě na Floridě. Album vyšlo v roce 1993.

## Seznam skladeb
| Disk 1 | Disk 1                | Disk 1                 | Disk 1 |
| Pořadí | Název                 | Autor                  | Délka  |
| ------ | --------------------- | ---------------------- | ------ |
| 1.     | Here Comes Sunshine   | Garcia, Hunter         | 14:13  |
| 2.     | Big River             | Cash                   | 5:23   |
| 3.     | Mississippi Half-Step | Garcia, Hunter         | 7:29   |
| 4.     | Weather Report Suite  | Andersen, Weir, Barlow | 15:56  |
| 5.     | Big Railroad Blues    | Lewis                  | 4:06   |
| 6.     | Playing in the Band   | Weir, Hart, Hunter     | 21:11  |

| Disk 2         | Disk 2                  | Disk 2                     | Disk 2 |
| Pořadí         | Název                   | Autor                      | Délka  |
| -------------- | ----------------------- | -------------------------- | ------ |
| 1.             | He's Gone               | Garcia, Hunter             | 10:48  |
| 2.             | Truckin'                | Garcia, Weir, Lesh, Hunter | 9:18   |
| 3.             | Nobody's Fault But Mine | Johnson                    | 5:53   |
| 4.             | Jam                     | Grateful Dead              | 8:11   |
| 5.             | The Other One           | Weir, Kreutzmann           | 1:57   |
| 6.             | Jam                     | Grateful Dead              | 6:12   |
| 7.             | Stella Blue             | Garcia, Hunter             | 8:45   |
| 8.             | Around and Around       | Berry                      | 5:37   |
| Celková délka: | Celková délka:          | Celková délka:             | 125:03 |

## Sestava
- Jerry Garcia – sólová kytara, zpěv
- Bob Weir – rytmická kytara, zpěv
- Phil Lesh – basová kytara, zpěv
- Keith Godchaux – klávesy
- Bill Kreutzmann – bicí